# Jessica Heesen
Jessica Heesen (* in Krefeld) ist eine deutsche Philosophin und Medienethikerin. Sie leitet den Forschungsschwerpunkt Medienethik, Technikphilosophie & KI am Internationalen Zentrum für Ethik in den Wissenschaften (IZEW) der Universität Tübingen und lehrt als apl. Professorin am Philosophischen Seminar der Universität Tübingen. Von ihr geleitete Forschungsprojekte beschäftigen sich unter anderem  mit (sozialen) Medien und Digitalisierung, Sicherheit und ethischen Aspekten von Künstlicher Intelligenz.

## Werdegang
Heesen stammt aus Krefeld und studierte Philosophie, Neuere deutsche Literaturwissenschaft, katholische Theologie und Theater-, Film- und Fernsehwissenschaft zunächst an der Universität Köln, später in Tübingen.
Zwischen 1991 und 2001 war sie als Mitarbeiterin und Stipendiatin des Internationalen Zentrum für Ethik in den Wissenschaften (IZEW) an der Universität Tübingen tätig. Als Stipendiatin war sie dort auch im DFG-Graduiertenkolleg „Ethik in den Wissenschaften“, das sich der in den späten 1990ern noch neuen Fragestellung widmete, wie sich die Gesellschaft durch das Internet veränderte.
In diesen Jahren übernahm sie für verschiedene Auftraggeber auf Bundes- und Landesebene Beratungs- und Projektaufträge zu den Themen Medienpolitik und Informationsgesellschaft. Ab 2002 an der Universität Stuttgart, forschte sie ab 2003 in einem DFG-Sonderforschungsbereich an „Umgebungsmodellen für mobile, kontextbezogene Systeme“. An der Universität Stuttgart  wurde sie 2006 mit einer Arbeit zum Thema Medienethik und Netzkommunikation promoviert, in der sie sich mit der Frage befasste, wie sich die individualisierte öffentliche Kommunikation auf unser Bewusstsein von Realität und Normen auswirkt – im Gegensatz zu einer „redaktionell gefilterten Öffentlichkeit“.
Es folgte 2008 bis 2010 eine akademische Mitarbeit an der Universität Freiburg sowie für das IZEW Mitarbeit am Forschungsprojekt Barometer Sicherheit in Deutschland. An der Universität Tübingen leitete sie in den Jahren 2013 bis 2017 die Nachwuchsforschungsgruppe Medienethik in interdisziplinärer Perspektive – Werte und sozialer Zusammenhalt in neuen öffentlichen Räumen. 2015 wurde sie Sprecherin der Fachgruppe Kommunikations- und Medienethik  der Deutschen Gesellschaft für Publizistik und Kommunikationswissenschaft (DGPuK). Sie ist außerdem aktiv im Netzwerk Medienethik.
Heesen hatte und hat Lehraufträge unter anderem am Zentrum für Angewandte Kulturwissenschaft und Studium Generale (ZAK) an der Universität Karlsruhe sowie an den Universitäten Zürich und Luzern. Am Seminar für Philosophie der Universität Tübingen lehrt sie als apl. Professorin. 2014 habilitierte sie sich am KIT mit einer Schrift zum Thema Neuorientierung der Medienethik, in der sie eine „Metaperspektive“ einnahm und die Frage behandelte, wie sich die Medienethik in Zeiten neuer Technologie reformieren muss.
Eines ihrer Forschungsprojekte ist 2019 das von der EU geförderte WeNet – The Internet of Us, das sich mit der Nutzung künstlicher Intelligenz (KI) für gemeinwohlorientierte Kommunikation beschäftigt. Dabei geht es unter anderem um die Frage bzw. den Wertekonflikt, wie man bei nichtkommerzieller, gemeinwohlorientierter Nutzung von KI mit den systemimmanent benötigten großen Datenmengen auf Bedürfnisse der Nutzenden eingehen kann, ohne zwangsläufig ihre Privatsphäre zu verletzen.
Heesen ist Co-Leiterin der AG „IT-Sicherheit, Privacy, Recht und Ethik“ der Plattform Lernende Systeme und in dieser Rolle Autorin und Herausgeberin verschiedener Veröffentlichungen zur Ethik, Regulierung und zu Potenzialen von Künstlicher Intelligenz. Sie ist Mitglied der wissenschaftlichen Begleitgruppe der vom Bundesforschungsministerium geförderten Plattform Privatheit, die vom Fraunhofer-Institut für System- und Innovationsforschung koordiniert wird.
Daneben wird sie regelmäßig als Interviewpartnerin bei medienethischen Themen befragt – so etwa bei der Frage, ob die Presse in illegal geleakte Chatverläufe von politisch tätigen Personen einsehen darf, dem Thema Trauer im Netz, dem „gläsernen Sportler“, der Veröffentlichung von Fotos toter Menschen, der Berichterstattung im Fall Mesut Özil oder der Regulierung von Künstlicher Intelligenz.

## Publikationen

### Autorin
- Kennzeichnungspflichten für KI aus Perspektive der Ethik. BvD-News 2/23, 10–13, https://www.bvdnet.de/wp-content/uploads/2023/07/32_BvD-399_News_2023-2_web.pdf L
- KI. In: Journalistikon – Das Wörterbuch der Journalistik. Hg. v. Katja Artsiomenka/Horst Pöttker, Herbert von Halem Verlag: Köln 2022, https://journalistikon.de/ki/

- Responsible freedom - regulation of online media as democratic challenge. In: Lada Trifonova Price/Karen Sanders/Wendy N. Wyatt (ed.): Routledge Companion to Journalism Ethics, London/New York: Routledge 2021, 433–440, http://www.routledge.com/9780367206475
- From Principles to Practice. An interdisciplinary framework to operationalise AI ethics, Artificial Intelligence Ethics Impact Group (AIEIGroup), VDE/Bertelsmann Stiftung 2020, https://www.ai-ethics-impact.org/resource/blob/1961130/c6db9894ee73aefa489d6249f5ee2b9f/aieig---report---download-hb-data.pdf
- Medienethik und Netzkommunikation. Öffentlichkeit in der individualisierten Mediengesellschaft. Dissertation, Universität Stuttgart 2006. Humanities Online Velbrück, Frankfurt am Main 2008, ISBN 978-3-934157-61-3.
- mit Daniel F. Lorenz, Michael Nagenborg, Bettina Wenzel, Martin Voss: Blind Spots on Achilles’ Heel: The Limitations of Vulnerability and Resilience Mapping in Research. In: International journal of disaster risk science. Band 5. SpringerLink, 2014, doi:10.1007/s13753-014-0014-5, urn:nbn:de:1111-2016052313590.
- Zur Neuorientierung der Medienethik: Informationsethische und technikphilosophische Perspektiven. Habilitation. Karlsruhe 2014.

### Herausgeberin
- mit Ingrid Stapf, Regina Ammicht Quinn, Michael Friedewald, Nicole Krämer (Hg.): Aufwachsen in überwachten Umgebungen – interdisziplinäre Positionen zu Privatheit und Datenschutz in Kindheit und Jugend, Nomos: Baden-Baden 2021, doi:10.5771/9783748921639
- Handbuch Medien- und Informationsethik. Metzler, Stuttgart 2016, ISBN 978-3-476-02557-9.